# Mick Mulvaney
John Michael Mulvaney, dit Mick Mulvaney, né le 21 juillet 1967 à Alexandria (Virginie), est un homme politique américain. Membre du Parti républicain, il représente le 5e district de Caroline du Sud à la Chambre des représentants des États-Unis de 2011 à 2017 et est depuis cette date directeur du Bureau de la gestion et du budget. Il est aussi chef de cabinet de la Maison-Blanche par intérim de 2019 à 2020.

## Biographie
Mick Mulvaney est membre de la Chambre des représentants de Caroline du Sud pour le 45e district de l'État du 3 janvier 2007 au 3 janvier 2009. Il siège ensuite au Sénat de Caroline du Sud pour le 16e district, du 3 janvier 2009 au 3 janvier 2011.
Lors des élections législatives américaines de 2010 en Caroline du Sud (en), il bat le représentant démocrate John Spratt, titulaire du siège du cinquième district congressionnel de l'État depuis 1983, devenant ainsi le premier républicain à représenter ce district à la Chambre fédérale depuis Robert Smalls en 1883.
Mulvaney est connu pour ses positions conservatrices,. Le 16 février 2017, il entre en fonction comme directeur du Bureau de la gestion et du budget durant la présidence de Donald Trump, après un vote favorable du Sénat par 51 voix contre 49. Il annonce son intention de réformer le gouvernement fédéral des États-Unis et lance pour cela sur Internet un sondage sur les fusions et suppressions de services de l'administration.
Le 14 décembre 2018, il est désigné par le président pour devenir chef de cabinet de la Maison-Blanche par intérim. Il entre en fonction le 2 janvier suivant.
Il fait l'objet de certaines critiques après avoir reconnu lors d'une conférence de presse qu’une aide militaire à l’Ukraine avait été gelée à la demande de Donald Trump et qu’elle était liée à des considérations de politique américaine : « Nous faisons tout le temps ça en politique étrangère [...] Passez à autre chose. La diplomatie est influencée par la politique ». Donald Trump décide de lui retirer son poste au profit de Mark Meadows en mars 2020.
Le 7 janvier 2021, le lendemain de l'intrusion violente au Capitole de partisans de Donald Trump, qui conteste sa défaite à l'élection présidentielle, Mick Mulvaney démissionne de son poste d'émissaire des États-Unis en Irlande du Nord. Après cet évènement, il déclare : « Je ne peux pas rester ».